# Taourirt (Souk Oufella)
Pour les articles homonymes, voir Taourirt.
Taourirt est un village de la commune de Souk Oufella, daïra de Chemini, dans la wilaya de Béjaïa en Kabylie (Algérie).

## Étymologie
« Taourirt » veut dire colline en kabyle. Comme il y a beaucoup de collines, la population spécifie de quel village on parle : la population d'Aït Waghlis appelle ce village Taourirt n Bouali ou Taourirt n Ulzuz oufella.